# Ifflandstraße
Die Ifflandstraße ist eine Innerortsstraße im Stadtbezirk 12 Schwabing-Freimann (Kleinhesselohe) von München.

## Verlauf
Die Straße zweigt in Form einer linksgeführten Trompete vom Isarring (Bundesstraße 2 R) als Teil der Mittleren Rings ab. Die Abzweigung liegt nach Süden knapp westlich der John-F.-Kennedy-Brücke über die Isar. Die Straße folgt der Isar flussaufwärts. Sie ist als vierspurige, durch einen Mittelstreifen fahrbahngetrennte Straße ausgebaut. Sie verläuft zwischen dem Fluss und dem Eisbach. Westlich liegt bis zum Englischen Garten das Gewerbegebiet des Tucherparks mit einem Hotel und Sportanlagen; südlich an dieses schließt das Quartier Tivoli (München) an. Die Ifflandstraße führt abgesenkt unter der Tivolistraße hindurch und geht in die Widenmayerstraße über. Die Straße bildet mit ihrem kreuzungsfreien Anschluss an den Isarring den nördlichsten Teil der einst geplanten Isarparallele, die den Nordast des Mittleren Rings mit dessen Südast bei der Brudermühlbrücke verbinden und dabei dem orographisch linken Isarufer folgen sollte. Der weitere Ausbau dieser Parallele als innerstädtische Schnellstraße, die eine mehrspurige, an allen Brücken unterführte Stadtautobahn am Westufer der Isar werden sollte, konnte gestoppt werden.

## Öffentlicher Verkehr
Die Ifflandstraße wird ab der Einmündung Straße Am Tucherpark bis zur Tivolistraße von der MetroBuslinie 54 der Münchner Verkehrsgesellschaft (MVG) befahren, die an der am südlichen Ende der Straße gelegenen Max-Joseph-Brücke Anschluss an die Straßenbahn hat.

## Namensgeber
Die Straße ist nach dem Dramatiker und Schauspieler August Wilhelm Iffland (1759–1814) benannt.

## Geschichte
Die Straße führte ursprünglich von der Tivolistraße zum seinerzeit projektierten, aber nicht verwirklichten Dingelstedtplatz. Der Ausbau der Ifflandstraße erfolgte erst nach dem Bau des Isarrings im Jahr 1967. Bis zum Ausbau verlief der (vor der Eröffnung des Isarrings starke) Verkehr weiter westlich am Ostrand des Englischen Gartens auf der Hirschauer Straße, die mit dem Ausbau teilweise aufgelassen wurde. Die Straße ist nur wenig bebaut. Die westliche Randbebauung gehört zu den Straßen Am Eisbach und Am Tucherpark des Tucherparks. Auf der Ostseite verhindert die Isar eine größere Bebauung.

## Gebäude
- Ehemaliges Transformatoren- und Blitzschutzhaus Ifflandstraße 40 (östlich)[5]